# Zrinka Ljutić
Zrinka Ljutić, hrvaška alpska smučarka, * 26. januar 2004, Zagreb.
Je članica kluba HSK Žuti mačak, tekmuje v slalomu in veleslalomu. Leta 2022 je na svetovnem mladinskem prvenstvu osvojila zlato medaljo v slalomu in bronasto v veleslalomu. V svetovnem pokalu je debitirala pri 16-ih letih 29. decembra 2020, ko je v slalomu na Semmeringu odstopila. Nastopila je na Zimskih olimpijskih igrah 2022, kjer je zasedla 25. mesto v slalomu in 28. v veleslalomu. Prvo uvrstitev na stopničke je dosegla 29. januarja 2023 s tretjim mestom na slalomu v Špindlerůvem Mlýnu. V sezoni 2023/24 se je trikrat uvrstila na drugo mesto v slalomu in zasedla skupno osmo mesto v seštevku discipline. V sezoni 2024/25 je dosegla prve stopničke v veleslalomu 30. novembra 2024 z drugim mestom v Killingtonu in svojo prvo zmago 29. decembra 2024 na Semmeringu v slalomu. Skupno je v tej disciplini dosegla tri zmage in drugo mesto ter mali kristalni globus za zmago v slalomskem seštevku, ob tem pa dosegla še četrto mesto v skupnem seštevku svetovnega pokala in osmo mesto v veleslalomskem seštevku.